# Himantura chaophraya
La pastinaca d'acqua dolce gigante (Himantura chaophraya) è una specie di pastinaca della famiglia dei Dasiatidi originaria dei grandi fiumi ed estuari del Sud-est asiatico, della Nuova Guinea e dell'Australia settentrionale. È uno dei più grandi pesci d'acqua dolce del mondo: nei fiumi Chao Phraya e Mekong sono stati catturati esemplari di 500–600 kg. Il numero degli esemplari, però, sta diminuendo a causa della sovrapesca e della distruzione dell'habitat e alcune popolazioni locali sono in serio pericolo di estinzione.

## Distribuzione e habitat
Scoperta per la prima volta in Thailandia (dove vive nei fiumi Chao Phraya, Nan, Mekong, Bongpakong, Tachin e Tapi), la pastinaca d'acqua dolce gigante è stata trovata anche nel Borneo (nel bacino del Mahakam, nel Kalimantan, e nel fiume Kinabatangan, nel Sabah), in Nuova Guinea (bacino del fiume Fly) e Australia (fiume Gilbert, nel Queensland, fiumi Daly e South Alligator, nel Territorio del Nord, e fiumi Pentecost e Ord, nell'Australia Occidentale). Le forme australiane erano già note dai primi anni del Novecento, ma venivano a torto ritenute esemplari di Dasyatis fluviorum, la pastinaca degli estuari. Le varie popolazioni sono molto probabilmente separate le une dalle altre, ma non è chiaro se rappresentino popolazioni della stessa specie o un complesso di specie. Predilige i fondali sabbiosi.

## Descrizione
La pastinaca d'acqua dolce gigante ha pinne pettorali molto sottili, più o meno di forma ovale, e occhi minuscoli. Il muso è molto largo e termina con una punta triangolare. La bocca è piccola ed è dotata di 4-7 papille (2–4 centrali più grandi e 1–4 laterali più piccole) sul pavimento. La coda a frusta misura 1,8-2,5 volte la lunghezza del disco ed è priva di pinnule. La spina posta sulla coda è la più grande di quella di ogni pastinaca e può raggiungere i 38 cm. È ricoperta da una guaina di muco tossico ed è in grado di perforare un osso.
La superficie superiore del corpo e la coda sono ricoperte da piccoli tubercoli rugosi che diventano sempre più appuntiti sulla coda al di là della spina. Il dorso ha colorazione uniforme marrone o grigia, talvolta più chiara verso i margini. Il ventre è bianco e presenta una caratteristica banda nera lungo il margine e una serie di piccole macchie lungo le pinne pettorali e pelviche. La coda al di là della spina è nera. Questa specie può raggiungere i 4,6 metri di lunghezza e gli 1,9 metri di larghezza. Le forme australiane e della Nuova Guinea sono molto più piccole e raggiungono al massimo la larghezza di un metro.

## Biologia ed ecologia
La dieta di questa specie consiste di pesci bentonici e di invertebrati che vengono individuati grazie all'elettrorecezione delle ampolle di Lorenzini. Come nelle altre pastinache, la riproduzione è ovovivipara e la femmina partorisce un unico piccolo per volta. Una femmina di 4,3 metri è stata vista dare alla luce un unico piccolo largo 34 cm. I maschi raggiungono la maturità non appena misurano 1,1 metri.

## Relazioni con l'uomo
Questa specie è minacciata dalla sovrapesca e dalla distruzione dell'habitat; l'Unione Internazionale per la Conservazione della Natura ha valutato la pastinaca d'acqua dolce gigante come vulnerabile in tutto il suo intero areale. Nella Thailandia centrale, e probabilmente anche altrove, viene talvolta catturata accidentalmente con palamiti e reti. Questa specie viene venduta per la carne e per la cartilagine; gli esemplari adulti non vengono solitamente mangiati ma vengono tuttavia uccisi e mutilati dai pescatori. È in crescita la pesca sportiva. Quando abbocca all'amo, la pastinaca può seppellirsi sotto il fango e risulta quasi impossibile trarla fuori da lì. È anche in grado di trascinare le imbarcazioni per distanze considerevoli o perfino sott'acqua.
In Thailandia, la pastinaca d'acqua dolce viene classificata in serio pericolo di estinzione. La deforestazione, la costruzione di dighe e lo sviluppo urbano hanno degradato, alterato e frammentato il corso dei fiumi in tutto l'areale thailandese della specie. A partire dagli anni novanta il governo thailandese iniziò un programma di riproduzione in cattività per sostenere questa specie ed altre pastinache d'acqua dolce e rimediare ai danni provocati dal degrado dell'habitat. Successivamente, però, tale programma è stato interrotto.